# Aroa
Aroa (en lengua chibchense, Tigre o Jaguar) es una población venezolana, capital de Municipio Bolívar en la Región Centroccidental en el Estado Yaracuy, Venezuela. Aroa es el principal centro agrícola del Estado Yaracuy, situada en la confluencia de los Ríos Tupe y Las Minas, los cuales unen sus aguas justo debajo del puente que separa el Centro de Aroa con el Área residencial de Curagüire. Actualmente la economía de la población de Aroa se basa principalmente en la actividad agrícola, en especial en los rubros de café, caña de azúcar, maíz y cítricos, así como la actividad pecuaria con la cría de ganado vacuno para la producción de carne y leche.
Gracias al desarrollo generado por la explotación de las minas de cobre , Aroa fue la primera ciudad de Venezuela en contar con una Planta Eléctrica, Primer Ferrocarril de América del Sur (desde Aroa hasta la localidad de Palmasola), Primer Telégrafo, Primer Teleférico, Primera Comunicación Telefónica, la primera Proyección cinematográfica, y se dice que fue también el primer lugar en Venezuela donde se celebraron torneos de Tenis, Cricket y Béisbol; todo ello promovido por los trabajadores de la compañía WoodMackenzie.[cita requerida]
Actualmente se conservan a modo de atracción turística los restos de las mencionadas minas de cobre, declaradas en 1974 parque nacional de Venezuela por el Gobierno Nacional, así como las ruinas del denominado "Cementerio de los ingleses", área destinada para camposanto por los antiguos regentes de las mismas.
También es conocida por ser la tierra de Chon, Tata, Yeyo, entre otros quienes entregaron su vida a la penca y al ron.
Pero su caserío más lindo y querido se llama Boquerón, con grandes personajes como La Negra Melida, Licho y Chorry.
Además de encontrarse el famoso punto de encuentro y salón de baile, Donde Arsenio.

## Ámbito Geográfico

### Ubicación Geográfica
La Ciudad de Aroa es la Capital del municipio Bolívar del estado Yaracuy; entre sus límites tenemos el Municipio Manuel Monge del estado Yaracuy, los estados Lara y Falcón por el Norte; los Municipios Aristides Bastidas, Bruzual y Urachiche del estado Yaracuy por el Sur; los Municipios San Felipe, Independencia Cocorote y Sucre del estado Yaracuy por el Este; y el municipio Crespo del estado Lara por el Oeste.

### Superficie y Población
Posee una extensión de terreno de 1.087 km², de acuerdo con la ley de división político territorial del estado Yaracuy y hasta la fecha existen 67 Consejos Comunales activos y 3 Comunas en conformación, con una población para el año 2016 estimada en 39.538 habitantes con base al censo realizado en el año 2011.

### Relieve
Incluye filas de inclinadas montañas y ondulantes lomas de poca altitud, ofreciendo un emporio de reservas naturales con cuencas hidrográficas, además de la exuberante flora y fauna.

### Clima
La temperatura media anual es de 25,4 °C, siendo la máxima en abril con 26,2 °C y la más baja en enero, la cual es de 23,7 °C. La variación de la temperatura es poco significativa durante todo el año.

### Hidrografía
Las aguas superficiales forman parte de la Cuenca del Rio de Aroa, a la cual drenan afluentes de la vertiente norte de la Sierra de Aroa y otros de la sierra de Bobare. Los recursos de agua más importantes, son: Agua Fría (régimen intermitente), El Salto, Quebrada de Oro, Rio Tupe, Cumaraguita, Chivacurito, Quebrada del Machete, Rio de Carabobo, Rio de Guarataro ,así como también Cararapa ,Quebrada Gusanillal y Quebrada de Cupa. La utilidad principal dada a este recurso es de abrevadero para los animales en las explotaciones pecuarias y utilidad en actividades de riego de cultivos y frutales.
En lo referente a las aguas subterráneas, los acuíferos se ubican en sedimentos recientes que rellenan la parte del valle formando la topografía más baja y sedimentos pleistocénicos que forman terrazas topográficamente más elevadas. El nivel freático oscila entre 10 y 16 m de profundidad, ubicándose niveles estáticos entre 20 y 41 m que corresponden a pozos profundos, aprovechados para consumo humano por los centros poblados de Chivacure, km 50, Quebrada Seca, Santa Ana, San José, Cupa, Cararapa y Agua Fría.

## Primeros Habitantes
Las tierras de Aroa, fueron pobladas por las etnias de los Caparacotos e Hitotos. Las tribus vecinas más cercanos fueron los Gayones del actual estado Lara, los Caquetíos y Jirajarás. Siendo pobladas posteriormente por personas de países Europeos, franceses, Holandeses, Ingleses, entre otros, entre los que se destacan los ciudadanos: Isidro Rodríguez, Armando Garride, Augusto Vandelverde, Pedro Franco, Guillermo Vandelverde, Ludovico Lavader, Luis Vichoni, Los Hermanos Paiva, Rafael Ramírez, Francisco Jede Rojas, Julián Salih, Arturo Herrera, Jorge Morg, Juan Torres y Alejandro Garride.

## Origen e Historia
Nace como tal el 4 de junio de 1782, con el auto definitivo de erección en parroquia eclesiástica, bajo la advocación de "San Miguel de Aroa", dictado en Caracas por el Presbítero Dr. Don Gabriel José Lindo, siendo actualmente la ciudad capital del municipio Bolívar del estado Yaracuy; reconocida en tiempos de la colonia por la existencia de las denominadas Minas de Cobre, famosas por la existencia de yacimientos de cobre, descubiertos en el año 1605 por Alonso Díaz de Oviedo y posteriormente fueron propiedad del Libertador Simón Bolívar hasta su muerte en el año 1830, quedando como herencia a sus hermanas Juana y María Antonia, quienes posteriormente vendieron la propiedad a la compañía inglesa Bolívar Mining Association, la cual se encargó de la explotación hasta el primer tercio del siglo XX.
Su origen se remonta a los primeros tiempos de la colonia, cuando se llevó a cabo el descubrimiento de las minas de cobre en 1605, entonces designadas por su descubridor Alonso de Oviedo, con el nombre de las "Minas de San Francisco de Cocorote". Sin embargo, no tiene su génesis bajo la denominación de Aroa, sino hasta el 4 de junio de 1782 en un ceremonial que para la fundación de los pueblos que cumplían los primeros conquistadores, realizado en el sitio donde se asentaría la Plaza Principal, concluyendo con la exclamación de: "¡Caballeros, soldados y compañeros míos, aquí señalo la horca y cuchillo, fundo y sitio la ciudad!".
Por sus llanuras entre las montañas, fue nombrada como "Valle de Aroa" y debido a la necesidad de establecer en dicha localidad una parroquia distinta y separada de la del pueblo de Duaca, con Sacerdote aprobado que administre los santos sacramentos y demás socorros eclesiásticos a los muchos feligreses blancos, pardos, negros y zambos, por medio del auto definitivo de erección en parroquia eclesiástica, bajo la advocación de "San Miguel de Aroa", dictado en Caracas el 9 de febrero de 1782 por el Dr. Don Mariano Martí, acatado y ejecutado por Presbítero Dr. Don Gabriel José Lindo.
En aquellos tiempos, al ser erigida una parroquia en determinado sitio, este tomaba desde entonces la categoría de pueblo; en virtud de que para ello, se necesitaba el consentimiento y la anuencia del Gobernador y Capitán General de la Provincia de Venezuela en su condición de Vice Patrono Regio, lo cual le daba título reconocido por la autoridad civil a los autos de erección de las parroquias eclesiástica, quien para entonces era Don Luis Unzaga y Amezaga y por medio del auto fechado el 31 de mayo de 1782, asiente a la erección de la Parroquia de Aroa.

## Costumbres

### Quema de Judas
En la Semana Mayor o Semana Santa se celebra la quema de Judas, popularizada en el año de 1995 por el señor Jovino Moisés Castro mejor conocido como el "Buche", quien paseaba dicho personaje bíblico representado por un muñeco de trapo y lo paseaba por todo el pueblo para que se despidieran los pobladores, finalizando con la lectura de su testamento (el testamento de Judas) y quema de dicho personaje; el encargado de hacer la lectura rezaba la siguiente frase comenzando de la siguiente manera "Ante todo muy buenas noches mi querido y amado pueblo hoy estoy aquí para pagar mi traición, pero antes de ser quemado quiero dejarles mis pertencias a las personas que se han portado mal durante este año", esta lectura continúa durante algunos minutos más y al finalizar como forma de celebrar la muerte del traidor, lanzan caramelos a todos los presentes. Esta tradición Aroeña hoy en día es continuada por el hijo menor del "buche" mejor conocido como el "Buchito" luego de la muerte de su padre.

### Toros Coleados
En el año 1960 donde participaron coleadores de la localidad entre ellos: Bartolo Parra, Carlos Tomas Prince, José Gómez, y coleadores de otras entidades como Pedro Maña; formándose las primeras ligas de coleo, quedando como Presidente Oswaldo Aular siendo la primera liga del Estado Yaracuy recibiendo el apoyo del Concejo Municipal y la Alcaldía. La manga de Coleo actualmente se encuentra ubicada al final de la Calle del Parque Feriado, frente a la entrada del parque nacional Minas de Aroa.

### Cruz de Mayo
Es una tradición a nivel nacional y en Aroa, tienen por costumbre festejarla en la comunidad el samán el 3 de mayo, donde se le realiza el velorio, un brindis y reparten dulces.

## Tradiciones Religiosas

### Virgen del Monte Sacro
Fiesta tradicional cívico-religiosa originada por la familia Mastrángelo de la Ciudad de Aroa, la cual los Aroeños han tomado para sí, a tal punto que siendo San Miguel Arcángel el santo patrono de Aroa, las festividades en honor a la virgen son de mayor renombre y fama a nivel municipal, estadal y nacional.
Estas ferias son celebradas durante el mes de agosto, características por ser muy concurridas por visitantes de varios estados del país, desarrollándose varias actividades tales como:
- Tardes de toros coleados.
- Carruseles para el disfrute de niños, jóvenes y adultos.
- Actividades deportivas.
- Exposiciones artesanales, productos agrícolas y animales, especialmente ganado vacuno y equino.
- Grupos musicales de varias regiones del país.
- Conciertos y obras de teatro.
- Misas y procesión de la virgen el 15 de agosto.
- Juegos populares.

### Misa en la Capilla María Auxiliadora
Esta tradición es celebrada los 24 de mayo, comenzando con una caminata por todos los feligreses desde la Iglesia de Aroa hasta la Capilla donde se encuentra dicha virgen, a fin de realizar una misa anual; sin embargo, todo los que así lo desean pueden acudir a tal Capilla cualquier día del año para rezar, pagar promesas o simplemente pasar un rato en paz, resaltando que desde su ubicación en las montañas de Guaremal, se puede observar toda la ciudad. Muchos docentes de instituciones educativas de Aroa, llevan a sus alumnos en excursión a esta capilla, a rezar, prenderle vela, escuchar la historia de virgen, merendar, entre otras actividades.

### Flores de María
Estas se realizan en el mes de mayo en los diferentes sectores de la localidad, a través de actos religiosos donde se va narrando la vida de la Virgen María o sus letanías, por parte de los feligreses de la virgen, quienes realizan una misa y coronación de la virgen María en la Iglesia de Aroa, finalizando con escenas de drama o poesías por parte de los cursillistas.

### Conferencias Bíblicas de Aroa
Cada año desde 1923, en las fechas correspondientes a semana santa, los hermanos congregados en el nombre del Señor Jesucristo en Aroa realizan las Conferencias Bíblicas Nacionales en el local evangélico de la calle Sucre donde se estudia la biblia y se predica el evangelio a la luz de las escrituras desde el jueves hasta el domingo. Este se ha convertido en un evento que capta la atención de muchos debido a la afluencia de creyentes de todo el país y en ocasiones del extranjero, siendo asistido también por habitantes comunes del pueblo.

## Comidas y Dulces Típicos
- Las arepas de maíz pilado y pelado.
- Las cachapas con suero.
- Consomé de coco.
- El sancocho.
- Hallacas navideñas.
- Pavo y gallina rellena.
- Las hallaquitas de maíz jojoto y pilado.
- La mazamorra de maíz.
- La chicha agria y dulce.
- Plátano y cambur sancochado o asado.

## Iglesia de Aroa
La Iglesia de Aroa o Iglesia San Miguel Arcángel, se encuentra ubicada en la calle Bolívar al lado de la Plaza Bolívar, fundada hace más de 200 años y sus festividades religiosas se celebran los 29 de septiembre de cada año.

## Primera Planta Eléctrica
Durante el auge de la explotación del cobre, en el año de 1888 cuando todavía la Ciudad de Caracas y otras ciudades importantes del país utilizaban servicios de alumbrado a base de gas carbónico, llegó a la Ciudad de Aroa la primera Planta Eléctrica conocida en Venezuela, traída desde Londres por la compañía Ferrocarrilera The Bolívar Raíl Way Company Limited, para uso doméstico de los súbditos ingleses que entonces moraban en esta población. Diez años más tarde la empresa Ferrocarrilera firmaría un contrato con las autoridades locales, comprometiéndose a prestar el servicio público con la energía eléctrica generada por la planta que durante una década había sido utilizada para uso exclusivo de los moradores venidos de otros mundos.

## Monumento a San Miguel Arcángel
Fue un proyecto cultural que se presentado en el año 2002, este proyecto contemplaba realizar esculturas alusivas a los patrones de los 14 municipios y en sitios estratégicos de manera que pudieran estar contemplados por turista y visitantes. En la ciudad de Aroa, Capital del Municipio Bolívar se realiza la imagen de San Miguel Arcángel por ser el patrono de la localidad, escultura que forma parte del Museo Vial Religioso del estado Yaracuy, realizada por los Artistas Felipe Guevara y la colaboración de Milagros Lugo; encontrándose ubicada en la entrada de la Ciudad de Aroa, en el paseo San Miguel, sector el Tamarindo con 6 m de altura y fue develada el 12 de julio de 2003.